# Casa do Arco

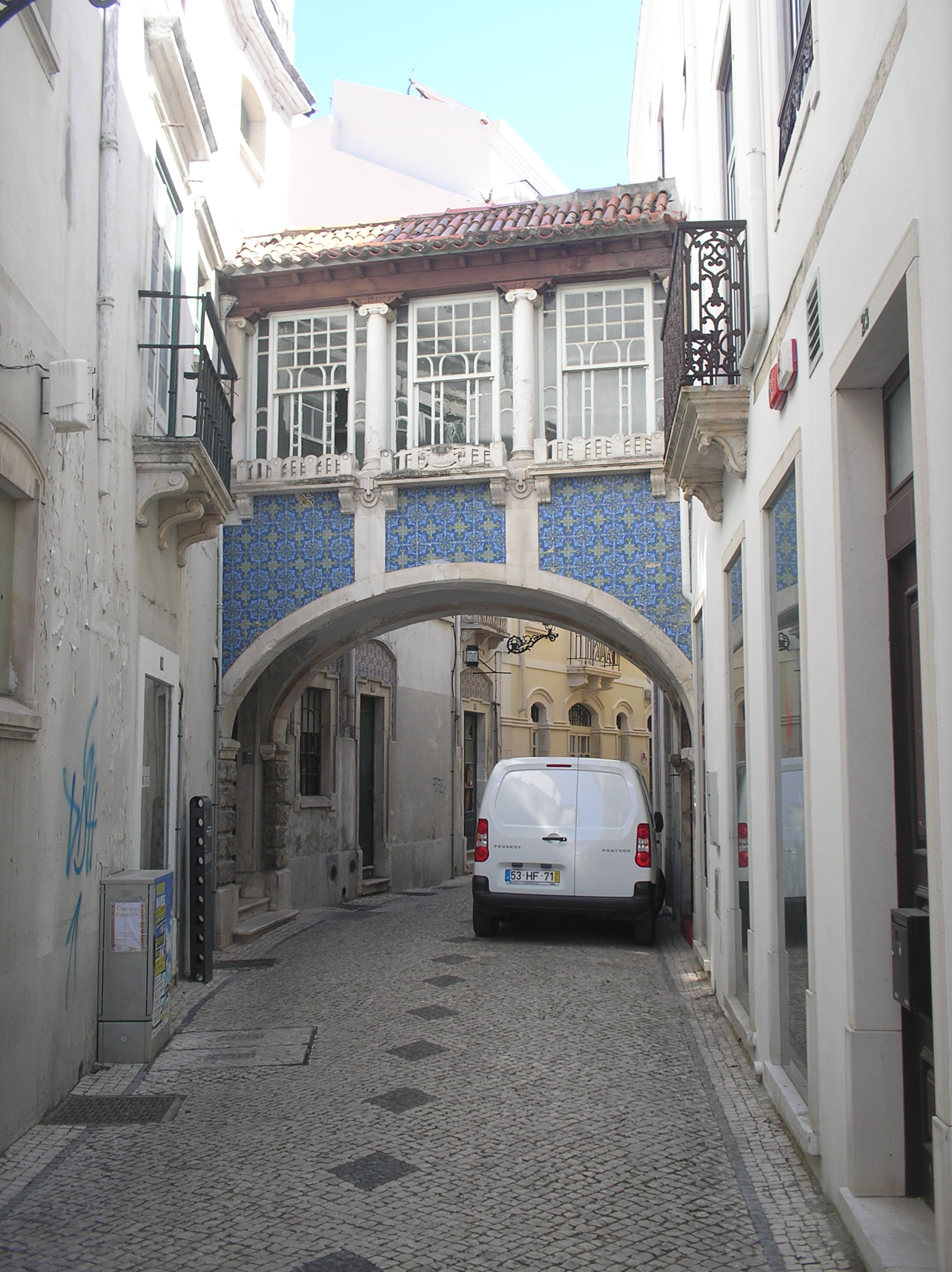

A Casa do Arco (1912) é um edifício do centro histórico da cidade de Leiria, Portugal.
A casa do arco foi projetada por Ernesto Korrodi para aumentar a área habitacional dos dois edifícios que liga. Os arcos são uma tradição arquitetónica antiga de Leiria, pelo que por todo o centro histórico podemos ver várias aplicações dos arcos - contam-se 6 arcos, com 1 ou mesmo 2 andares. Mesmo assim este será o único construído com Arte Nova, como se pode ver com os azulejos, os vidros e a galeria envidraçada, inspirada no Castelo de Leiria.
"O arco, que olha sobre a praça Rodrigues Lobo, foi transformado numa galeria envidraçada como referência ao antigo claustro, sublinhada nos capitéis e colunas aplicados para esse efeito. As suas varandas com cantarias e a pérgula do pátio interior sugerem um ambiente romântico de gosto italiano".
Nesse local existiu o hospital e Casa da Misericórdia. Ao lado ficava a Judiaria, pelo que era essa a rua que dava aos banhos públicos hebraicos.